# هارفي أ. كار
هارفي أ. كار (بالإنجليزية: Harvey A. Carr)‏ هو عالم نفس أمريكي، ولد في 30 أبريل 1873 في الولايات المتحدة، وتوفي في 21 يونيو 1954 في نيوهامبشير في الولايات المتحدة.